# آغ‌دره (هوراند)
آغ‌دَرّه یکی از روستاهای استان آذربایجان شرقی است که در دهستان دیکله بخش مرکزی شهرستان هوراند واقع شده‌است.این روستا ۱۷ نفر جمعیت دارد.